# Велозвонок

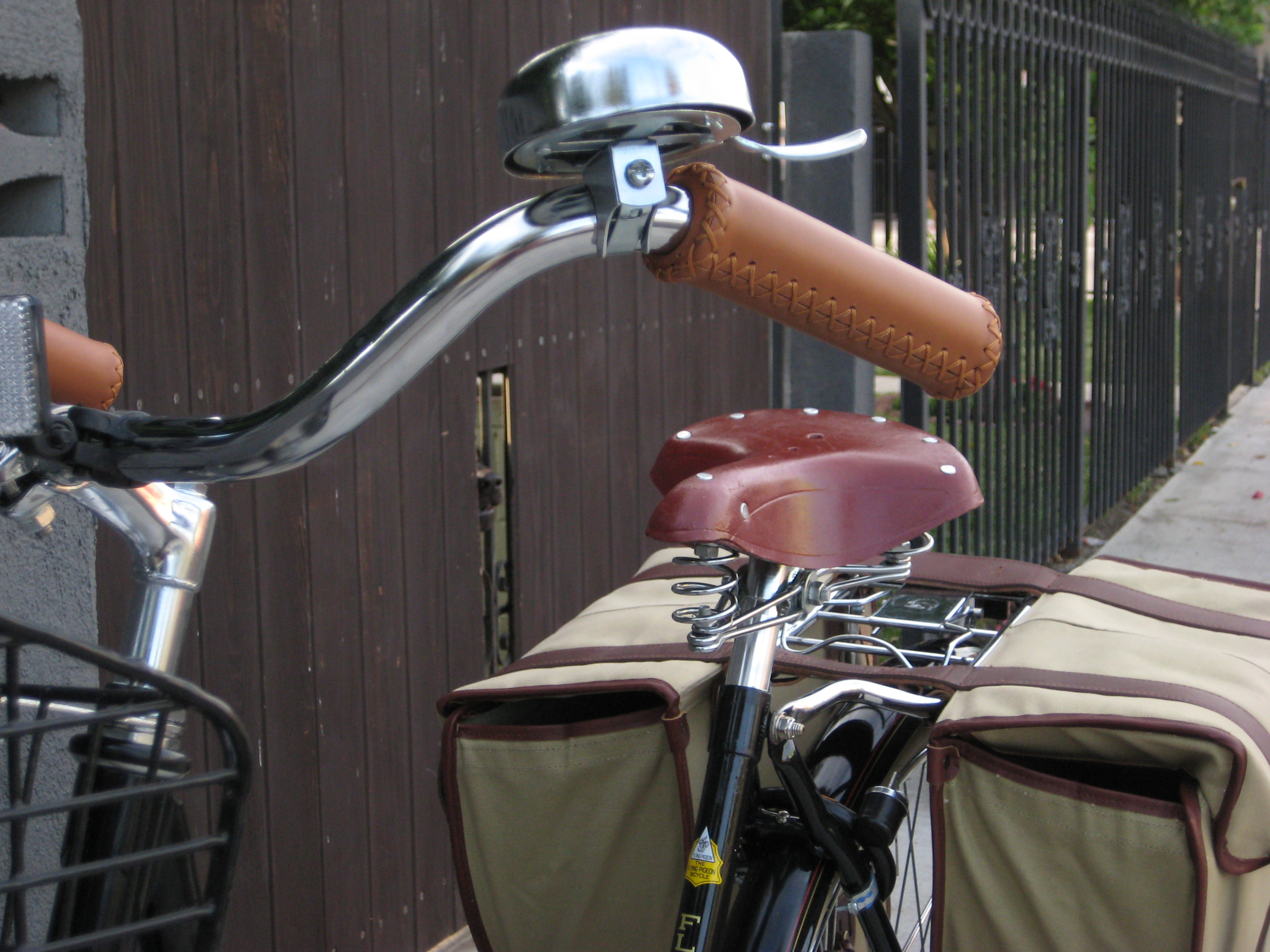
Классический звонок

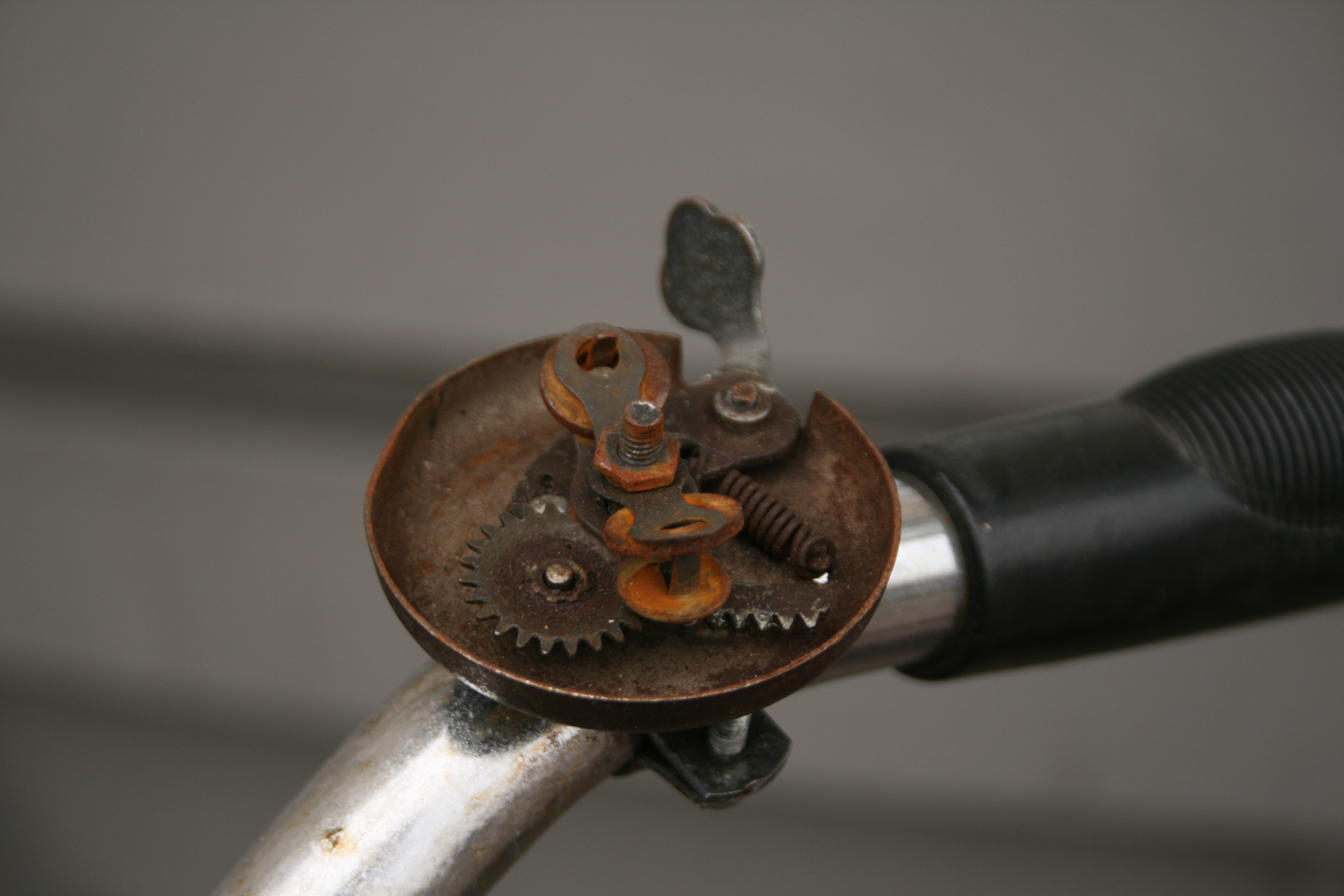
Классический звонок со снятым корпусом

Велозвонок — устройство подачи звукового сигнала, устанавливаемое на велосипед для предупреждения пешеходов и других участников движения. Как правило, монтируется на руле и активируется большим или указательным пальцем.
Был изобретён Джоном Ричардом Дедикоутом (John Richard Dedicoat) и запатентован в 1877 году. Классическая конструкция представляет собой стальной корпус с рычажком, нажатие на который раскручивает пару металлических дисков, которые в свою очередь ударяются о чашу звонка. В более простой конструкции рычаг соединён с молоточком, который ударяется о корпус при оттягивании и отпускании рычага.